# Christian Dandrès
Christian Dandrès, né le 13 février 1981 à Sierre (originaire d'Orsières, binational italo-suisse), est une personnalité politique suisse, membre du Parti socialiste. 
Il est député du canton de Genève au Conseil national depuis décembre 2019.

## Biographie
Christian Dandrès naît le 13 février 1981 à Sierre, dans le canton du Valais. Il est originaire d'Orsières, dans le même canton, et possède également la nationalité italienne.
Après sa maturité obtenue en 2000 au Lycée-collège des Creusets à Sion, il fait une année d'études en Lettres à l'Université de Lausanne (grec, grec moderne et français), puis étudie le droit à l'Université de Genève,. Il décroche également un master en droit de l’Union européenne de l'Université Panthéon-Assas. Il obtient son brevet d'avocat en 2010.
Il travaille notamment pour l'Association suisse des locataires (ASLOCA).
De 2005 à 2008, il est juge assesseur au Tribunal des baux et loyers du canton de Genève.
Il est marié et père d'un enfant. Il habite à Chêne-Bougeries.

## Parcours politique
Il est membre du comité directeur du Parti socialiste genevois de mars 2002 à mars 2004[réf. souhaitée].
Il siège au Grand Conseil du canton de Genève de 2009 à 2019.
Il est élu au Conseil national lors des élections fédérales de 2019. Il est réélu en 2023 (mieux élu de son parti, troisième mieux élu du canton). Il y est membre de la Commission des finances (CdF) jusqu'à la fin 2020, puis de la Commission des affaires juridiques (CAJ).

## Positionnement politique
Il appartient à l'aile gauche du Parti socialiste.